# Konrad von Dhaun

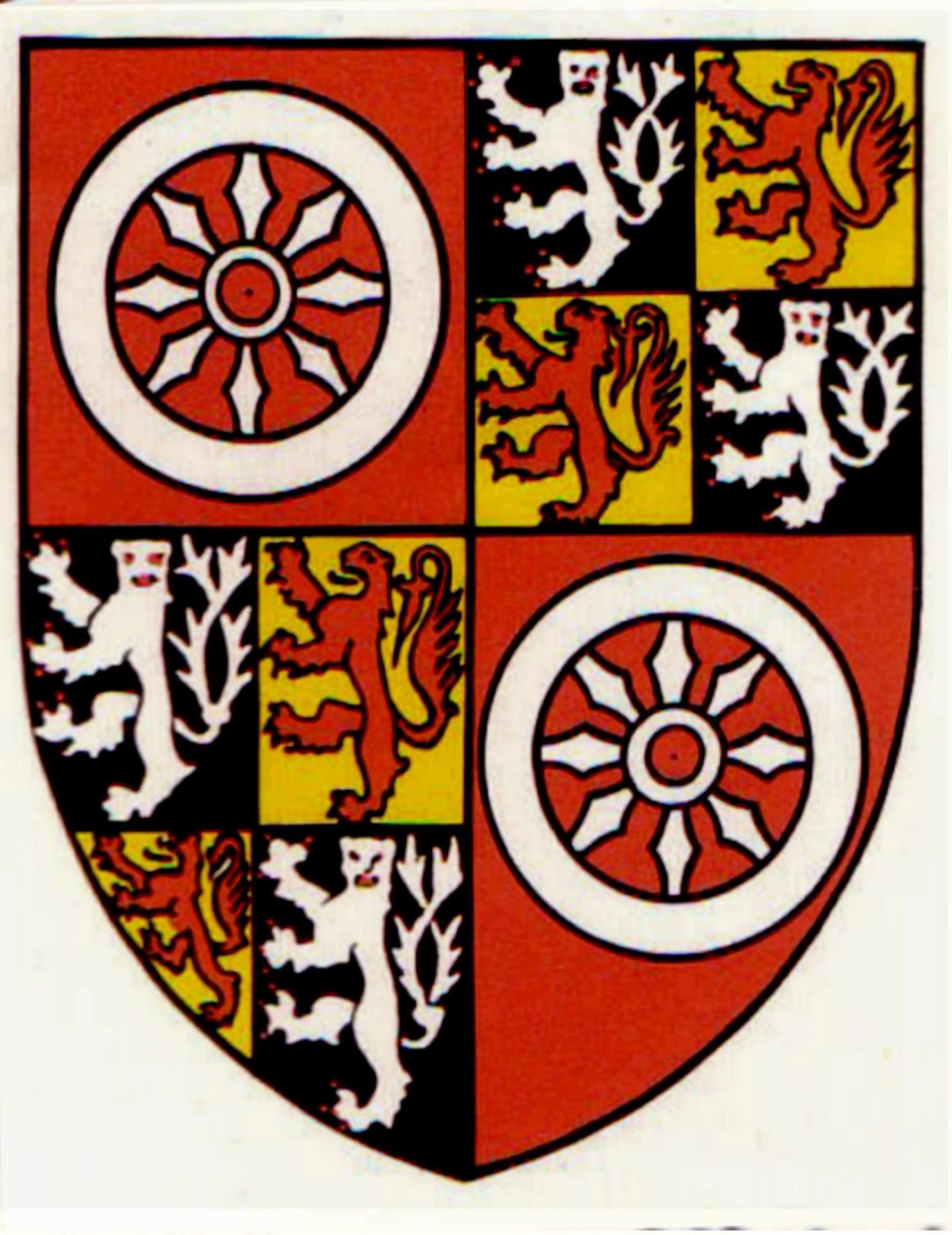
Wappen des Konrad von Dhaun als Erzbischof von Mainz

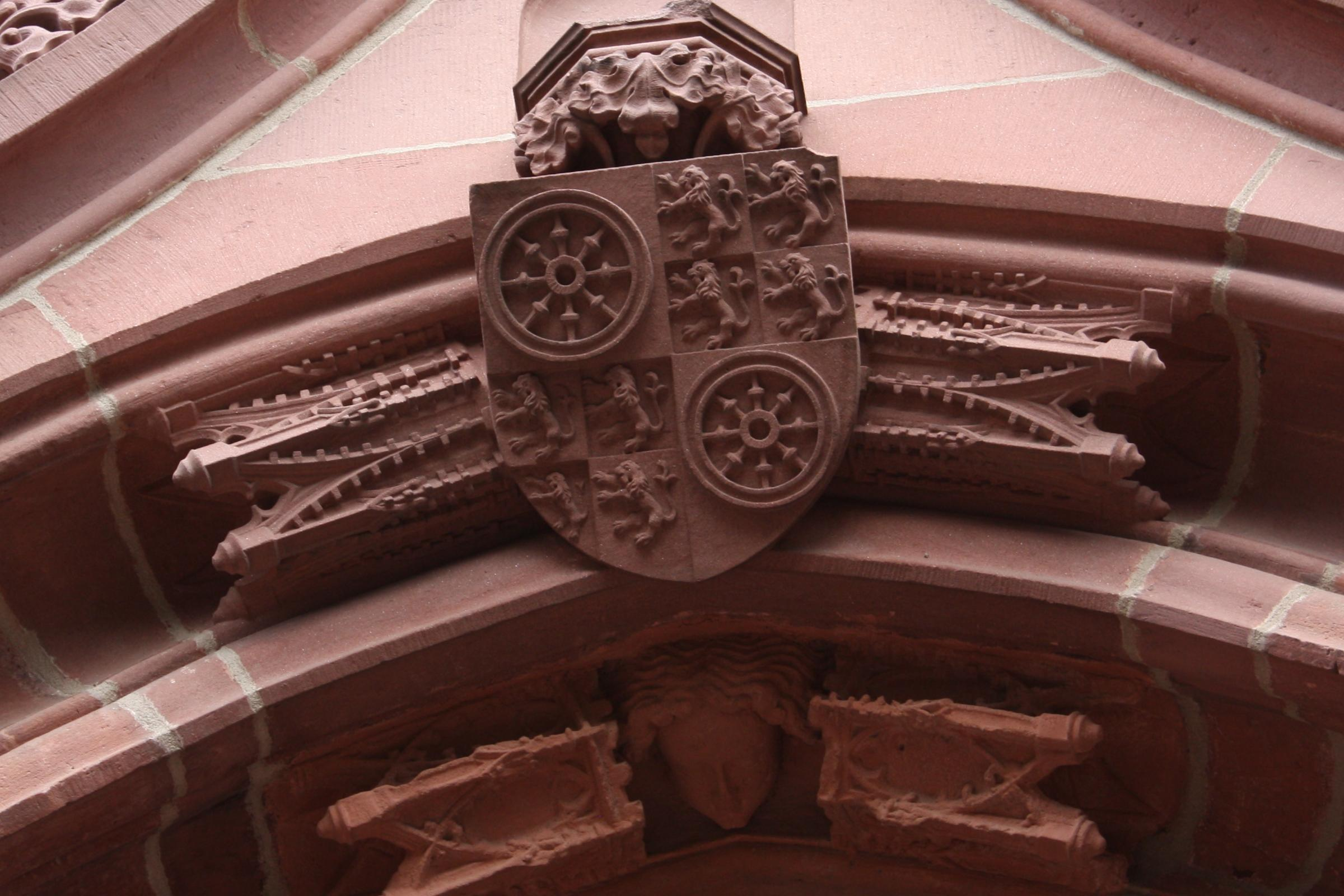
Wappen an der Kirche Eltville

Konrad von Dhaun (* um 1380; † 1434), aus dem Hause der Wild- und Rheingrafen, war als Konrad III. von 1419 bis 1434 Kurfürst und Erzbischof von Mainz. Seine Amtszeit war durch die Hussitenkriege sowie durch schwere Auseinandersetzungen sowohl mit der Landgrafschaft Hessen als auch mit und innerhalb der Stadt Mainz gekennzeichnet.

## Leben

### Aufstieg zum Erzbischof
1390 wurde „Conradus Comes in Důn et dominus in Ringreuenstein“ zusammen mit seinem älteren Bruder Johann III. von Dhaun (* um 1371; † 1428) an der Universität Heidelberg immatrikuliert. Konrad wurde im Jahre 1396 Kanoniker in Mainz.  1414 wurde er Propst des Kaiserdoms St. Bartholomäus in Frankfurt am Main und mainzischer Amtmann für das Eichsfeld auf der Burg Rusteberg bei Heiligenstadt.  Am 10. Oktober 1419 wurde er zum Erzbischof von Mainz gewählt, allerdings auf Burg Ehrenfels, da die Mainzer Bürgerschaft dem Klerus feindlich gegenüberstand.  Am 15. Dezember 1419 wurde er von Papst Martin V. bestätigt.

### Reichspolitik
Im August 1421 zog Konrad mit dem sog. Zweiten Hussitenkreuzzug, zusammen mit Erzbischof Dietrich II. von Köln und Pfalzgraf Ludwig III., über Eger nach Böhmen, wo er u. a. an der Belagerung von Žatec (Saaz) teilnahm, die aber am 2. Oktober mit einer wilden Flucht des Reichsheeres endete, als ein Gerücht vom Herannahen eines hussitischen Entsatzheeres aufkam.
Auf dem Reichstag in Nürnberg am 25. August 1422 ernannte ihn König Sigismund zum Reichsvikar, aber angesichts des Widerstands des Pfalzgrafen Ludwig und anderer Reichsstände legte Konrad das Amt schon im Mai 1423 wieder nieder. (Die Goldene Bulle von 1356 hatte den Kurfürsten von der Pfalz als Reichsvikar für die Gebiete fränkischen Rechts verbindlich festgelegt.) Er gehörte 1424 zur Opposition der Kurfürsten, die sich gegen König Sigismund im Binger Kurverein zusammenschlossen.
1429 reiste Konrad nach Pressburg, um dort, in seiner Funktion als Reichserzkanzler, an den Verhandlungen König Sigismunds mit den Führern der Hussiten teilzunehmen.

### Kampf mit Hessen
Das Erzbistum Mainz lag bereits seit zwei Jahrhunderten mit den hessischen Landgrafen im Streit um die territoriale Vorherrschaft in Hessen, und im Jahre 1427 erklärte Konrad aufs Neue Krieg, diesmal wegen einer auf die Grafschaft Waldeck anstehenden Pfandsumme, aber auch wegen der Auseinandersetzungen in der Abtei Fulda zwischen dem Fürstabt Johann I. von Merlau und dem mit Erzbischof Konrad eng befreundeten Koadjutor Hermann II. von Buchenau.  Graf Gottfried von Leiningen (ein jüngerer Verwandter des Dompropsts gleichen Namens) verwüstete von der mainzischen Enklave Fritzlar aus mit 600 Reitern und zusätzlichen Fußtruppen die nordhessische Gegend um Gudensberg, Felsberg und Melsungen, wurde dann aber von Landgraf Ludwig I. entscheidend zunächst am 23. Juli 1427 zwischen dem Dorf Großenenglis und der heutigen Wüstung Holzheim wenige Kilometer südlich von Fritzlar und dann nochmals in Verfolgungsgefechten bei Jesberg, Felsberg und bei Fritzlar besiegt. Leiningen zog sich nach Fulda zurück, wo Erzbischof Konrad selbst bereits mit einem zweiten Heer stand. Kloster und Stadt Fulda weigerten sich jedoch, ihm und seinen Leuten innerhalb der Stadtmauern Schutz zu gewähren, und sein Heer wurde am 10. August ein weiteres Mal entscheidend geschlagen.  Dieser verlorene Mainzisch-Hessische Krieg und der am 8. Dezember 1427 in Frankfurt geschlossene Friedensvertrag bedeuteten das Ende der mainzischen Hegemonialbestrebungen in Nordhessen. Mainz musste danach nahezu alle seine Besitzungen in Nieder- und Oberhessen von Hessen zu Lehen nehmen (ausgenommen blieben Fritzlar, Naumburg, Amöneburg und Neustadt).

### Streit in Mainz
In Mainz selbst kam es nur wenige Jahre später zu heftigen Auseinandersetzungen zwischen dem Patriziat und den Zünften und zu Spannungen zwischen der Bürgerschaft und der Geistlichkeit.  1430 verließen die Patrizier im Zorn die Stadt.  Als 1432 die Stadt auch den Klerus besteuerte, zogen auch die Kleriker im Jahre 1433 aus der Stadt aus.  Am 14. Mai 1434 verhängte Konrad die Exkommunikation über die Stadt.

## Tod
Konrad starb jedoch schon bald darauf, am 10. Juni 1434, und wurde im Dom von Mainz beigesetzt. Sein Grabdenkmal wurde vermutlich von Madern Gerthener geschaffen, den er bereits mit der Erstellung des Grabdenkmals seines Vorgängers beauftragt hatte und der ihm aus seiner Zeit als Propst in St. Bartholomäus bekannt war.